# Långtjärnen (Skellefteå socken, Västerbotten, 720866-171646)
Långtjärnen är en sjö i Skellefteå kommun i Västerbotten och ingår i Skellefteälvens huvudavrinningsområde.